# 兼子佳代
兼子 佳代（かねこ かよ、1981年3月7日 - 、旧姓：三星）は、日本のスキーヤー。福島県会津若松市出身。夫はSAJナショナルデモンストレーターの兼子 稔。
国体選手で東山スキースポーツ少年団の監督をしていた父親や姉兄にともに、小さい頃から1997年まで東山温泉の奥にあった「おおすごスキー場」ですべり、周りの誰もが認めるすっとびのスキー少女だった。身体は小さくても彼女のガッツと滑りにはだれもついていけなかったという。
中体連のスキー大会で5位になり国内でも「福島に三星佳代あり」と知られるところになり、若松女子高等学校の時には県内で並ぶものはなく蔵王で行われたインターハイ大回転では40数年ぶりという福島県選手の優勝を成し遂げた。
そして中京大学に進み骨折するというアクシデントにあうが、2003年、大学4年生の時に学連選抜で技術選に初出場、大回りでは3位になり総合13位に入った。その後社会人となり、10回目の参戦である2012年に念願の優勝を成し遂げた。
2016年の大会を最後に技術選からの引退を表明した。

## 契約メーカー
- スキー　　　　　　ヘッド
- スキーブーツ　　　ヘッド
- ウエアー　　　　　アシックス

## 戦績

### 全日本スキー技術選手権大会
- 2003年　第40回 全日本スキー技術選手権大会　13位
- 2004年　第41回 全日本スキー技術選手権大会　29位
- 2005年　第42回 全日本スキー技術選手権大会　20位
- 2006年　第43回 全日本スキー技術選手権大会　7位
- 2007年　第44回 全日本スキー技術選手権大会　準優勝
- 2008年　第45回 全日本スキー技術選手権大会　4位
- 2009年　第46回 全日本スキー技術選手権大会　3位
- 2010年　第47回 全日本スキー技術選手権大会　9位
- 2011年　第48回 全日本スキー技術選手権大会　8位
- 2012年　第49回 全日本スキー技術選手権大会　優勝
- 2013年　第50回 全日本スキー技術選手権大会　6位
- 2014年　第51回 全日本スキー技術選手権大会　準優勝
- 2015年　第52回 全日本スキー技術選手権大会　4位
- 2016年　第53回 全日本スキー技術選手権大会　5位